# Santa Maria Nuova (Kardinalstitel)
Der Kardinalstitel eines Kardinalpriesters von Santa Maria Nuova (lateinisch Diaconia Sanctae Mariae Novae) wurde von Papst Leo XIII. 1887 neu geschaffen. Der gleichnamige Titel eines Kardinaldiakons von Santa Maria Nuova hatte zuvor schon seit dem 7. Jh. bis 1661 existiert.

## Geschichte
Ursprung des Kardinalstitels ist eine Diakonie, die wahrscheinlich bereits von Papst Gregor dem Großen um 600 an der Kirche Santa Maria Antiqua errichtet worden war. Nachdem diese Kirche bei einem Erdbeben 847 weitgehend verschüttet worden war, übertrug der Papst die Diakonie nach Santa Maria Nuova. Papst Alexander VII. hob den Titel 1661 auf und erhob stattdessen 1664 die neu errichtete Karmelitenkirche Santa Maria della Scala zur Titeldiakonie.
Papst Leo XIII. erhöhte bereits zu Beginn seines langen Pontifikates die Zahl der Kardinäle deutlich. Da jedem Kardinalpfarrer eine Titelkirche zugeteilt wird, waren zusätzliche Titelkirchen notwendig. 1887 ließ er den Kardinalstitel Santa Maria Nuova als Kardinalpriester wieder aufleben.

## Titelinhaber

### Kardinalpriester
| Name                                | Land        | Geboren       | Verstorben    | Ernennung 1      | durch Papst       | Anmerkungen                                                                                      |
| ----------------------------------- | ----------- | ------------- | ------------- | ---------------- | ----------------- | ------------------------------------------------------------------------------------------------ |
| Erdő, Péter                         | Ungarn      | 25. Jun. 1952 |               | 21. Oktober 2003 | Johannes Paul II. | Erzbischof von Erzbistum Esztergom-Budapest; Besitznahme am 1. Juli 2023                         |
| Sodano, Angelo                      | Italien     | 23. Nov. 1927 | 27. Mai 2022  | 28. Jun. 1991    | Johannes Paul II. | Seit Erhebung zum Kardinalbischof von Albano 1994 führte Kardinal Sodano den Titel in commendam. |
| Kiwanuka Nsubuga, Emmanuel          | Uganda      | 5. Nov. 1914  | 20. Apr. 1991 | 24. Mai 1976     | Paul VI.          | Erzbischof von Kampala                                                                           |
| Concha Córdoba, Luis                | Kolumbien   | 7. Nov. 1891  | 18. Sep. 1975 | 16. Jan. 1961    | Johannes XXIII.   | Militärbischof von Kolumbien Erzbischof von Manizales                                            |
| Wendel, Joseph                      | Deutschland | 27. Mai 1901  | 31. Dez. 1960 | 12. Jan. 1953    | Pius XII.         | Deutscher Militärbischof Erzbischof von München und Freising                                     |
| Sapieha, Adam Stefan                | Polen       | 14. Mai 1867  | 23. Jul. 1951 | 18. Feb. 1946    | Pius XII.         | Erzbischof von Krakau                                                                            |
| vakant 1939–1946                    |             |               |               |                  |                   |                                                                                                  |
| Sibilia, Enrico                     | Italien     | 17. Mär. 1861 | 4. Aug. 1948  | 18. Juni 1936    | Pius XI.          | Ab 1939 Kardinalbischof von Sabina e Poggio                                                      |
| Marchetti Selvaggiani, Francesco    | Italien     | 1. Okt. 1871  | 13. Jan. 1951 | 30. Jun. 1930    | Pius XI.          | Ab 1936 Kardinalbischof von Frascati                                                             |
| Luçon, Louis                        | Frankreich  | 28. Okt. 1842 | 28. Mai 1930  | 16. Dez. 1907    | Pius X.           | Erzbischof von Reims                                                                             |
| Labouré, Guillaume-Marie-Joseph     | Frankreich  | 27. Okt. 1841 | 21. Apr. 1906 | 24. Mär. 1898    | Leo XIII.         | Kreiert bereits beim Konsistorium vom 19. Apr. 1897 Erzbischof von Rennes                        |
| vakant 1896–1898                    |             |               |               |                  |                   |                                                                                                  |
| Bourret, Joseph-Christian-Ernest CO | Frankreich  | 9. Dez. 1827  | 10. Jul. 1896 | 12. Jun. 1893    | Leo XIII.         | Bischof von Rodez                                                                                |
| Thomas, Léon-Benoit-Charles         | Frankreich  | 29. Mai 1826  | 9. Mär. 1894  | 12. Jun. 1893    | Leo XIII.         | Erzbischof von Rouen                                                                             |
| Place, Charles-Philippe             | Frankreich  | 14. Feb. 1814 | 5. Mär. 1893  | 17. Mär. 1887    | Leo XIII.         | Kreiert bereits beim Konsistorium 7. Jun. 1886 Erzbischof von Rennes                             |

### Historische Kardinaldiakone
Über die Besetzung des ursprünglichen Titels an der Kirche Santa Maria Antiqua liegen keine sicheren Quellen zu den Titelinhabern vor. Auch nach der Übertragung des Titels nach Santa Maria Nuova fehlen bislang klare Zuschreibungen für die ersten Jahre, da in den Urkunden vielfach Kardinaldiakone nur mit Vornamen, aber nicht mit dem Namen ihrer Titeldiakonie erscheinen. Die folgende Liste umfasst alle Kardinaldiakone, die in verschiedenen Listen geführt werden; evtl. Unsicherheiten finden sich jeweils in den Anmerkungen. 1664 wurde der Titel als Santa Maria della Scala neu geschaffen.
| Name                                           | Land        | Geboren        | Verstorben    | Ernennung 2   | durch Papst   | Anmerkungen |
| ---------------------------------------------- | ----------- | -------------- | ------------- | ------------- | ------------- | --- |
| Titel aufgehoben                               |             |                |               |               |               | 8. Aug. 1661 |
| Hessen-Darmstadt, Friedrich                    | Deutschland | 28. Feb. 1616  | 19. Feb. 1682 |               | Innozenz X.   | Kreiert am 19. Feb. 1652 30. Mär. 1661 Wechsel zur Titeldiakonie San Cesareo in Palatio Wird für 1655–1661 auch als Diakon von Santa Maria in Aquiro geführt (Quellenlage unklar) 1671 Fürstbischof von Breslau                       |
| Medici, Giovanni Carlo de                      | Italien     | 24. Jul. 1611  | 23. Jan. 1663 | 20. Mär. 1645 | Innozenz X.   | Kreiert am 14. Nov. 1644 6. Mär. 1656 Wechsel zur Titeldiakonie San Giorgio in Velabro Ohne Priester- oder Bischofsweihe |
| Este, Rinaldo d’                               | Italien     | 1618           | 30. Sep. 1672 | 28. Nov. 1644 | Innozenz X.   | Kreiert bereits am 16. Dez. 1641 durch Papst Urban VIII. 6. Mär. 1656 Wechsel zur Titeldiakonie San Nicola in Carcere Nicht zu verwechseln mit seinem Neffen Rinaldo d’Este, Herzog von Modena Ab 1671 Kardinalbischof von Palestrina |
| Orsini, Virginio                               | Italien     | 17. Mai 1615   | 21. Aug. 1676 | 10. Nov. 1642 | Urban VIII.   | Kreiert bereits am 16. Dez. 1641 mit der Titeldiakonie Santa Maria in Portico Octaviae 14. Mär. 1644 Wechsel zur Titeldiakonie Santa Maria in Cosmedin Ab 1675 Kardinalbischof von Frascati                                           |
| Gabrielli, Giulio                              | Italien     | 1604           | 13. Aug. 1677 | 10. Feb. 1642 | Urban VIII.   | Kreiert bereits am 16. Dez. 1641 10. Nov. 1642 Wechsel zur Titeldiakonie Sant’Agata dei Goti Ab 167 Kardinalbischof von Sabina |
| vakant 1634–1642                               |             |                |               |               |               | |
| Ginetti, Marzio                                | Italien     | 6. Apr. 1585   | 1. Mär. 1671  | 6. Okt. 1627  | Urban VIII.   | Kreiert bereits am 19. Jan. 1626 in pectore, veröffentlicht beim Konsistorium am 30. Aug. 1627 6. Feb. 1634 Wechsel zur Titeldiakonie Sant’Angelo in Pescheria Ab 1666 Kardinalbischof von Porto und Santa Rufina                     |
| Aldobrandini, Ippolito                         | Italien     | 1596           | 19. Jul. 1638 | 17. Mai 1621  | Gregor XV.    | Kreiert am 19. Apr. 1621 als Laie, Priesterweihe am 8. Dez. 1621 Ab 1623 Camerlengo |
| Savoyen, Moritz von                            | Italien     | 10. Jan. 1593  | 3. Okt. 1657  | 17. Mär. 1621 | Paul V.       | Kreiert im Alter von 14 Jahren am 10. Dez. 1607, Dispens von der Priesterweihe Am 19. Apr. 1621 Wechsel zur Titeldiakonie Sant’Eustachio 1642 Verzicht auf das Kardinalat                                                             |
| Este, Alessandro d’                            | Italien     | 5. Mai 1568    | 13. Mai 1624  | 15. Nov. 1600 | Clemens VIII. | Kreiert bereits am 3. Mär. 1599 mit der Titeldiakonie Sant’Adriano al Foro Am 16. Jan. 1621 Wechsel zur Titeldiakonie Sant’Eustachio Ab 1624 Bischof von Reggio Emilia                                                                |
| Este, Rinaldo d’                               | Italien     | 25. Jun. 1655  | 22. Okt. 1737 | 2. Sep. 1686  | Innozenz XI.  | Laie 1694 Rücktritt vom Kardinalat |
| Österreich, Andreas von                        | Deutschland | 15. Jun. 1558  | 12. Nov. 1600 | 11. Dez. 1577 | Gregor XIII.  | Kreiert bereits am 19. Nov. 1576 Kardinalpriester pro illa vice Ab 1589 Bischof von Konstanz, ab 1591 zugleich Bischof von Brixen |
| Guastavillani, Filippo                         | Italien     | 28. Sep. 1541  | 17. Aug. 1587 | 14. Jul. 1574 | Gregor XIII.  | Kreiert bereits am 5. Jul. 1574 Am 8. Nov. 1577 Wechsel zur Titeldiakonie Santa Maria in Cosmedin Ab 1584 Camerlengo |
| Este, Ippolito d’                              | Italien     | 25. Aug. 1509  | 2. Dez. 1572  | 13. Apr. 1565 | Paul III.     | Kreiert bereits am 20. Dez. 1538 in pectore, veröffentlicht am 15. Mär. 1539 zunächst ab 10. Nov. 1539 mit der Titeldiakonie Santa Maria in Aquiro Bischof emeritus von Navara                                                        |
| Gonzaga, Federico                              | Italien     | Jul. 1540      | 21. Feb. 1565 | 4. Mär. 1563  | Pius IV.      | Kreiert am 6. Jan. 1563 Kardinalpriester pro illa vice Am 16. Okt. 1564 zum Bischof von Mantua ernannt, verstorben vor Bischofsweihe                                                                                                  |
| Gonzaga, Ercole                                | Italien     | 22. Nov. 1505  | 2. Mär. 1563  | 5. Mai 1563   | Clemens VII.  | Kreiert am 3. Mai 1527 Dispens von der Priesterweihe Erst 1556 zum Priester geweiht und ab 6. Jul. 1546 Kardinalpriester pro illa vice Ab 8. Jun. 1561 Bischof von Mantua                                                             |
| Gonzaga, Sigismondo                            | Italien     | 1469           | 3. Okt. 1525  | 16. Dez. 1506 | Julius II.    | Kreiert am 1. Dez. 1505 |
| Lloris y de Borja, Francisco Lloris y de Borja | Italien     | 1470           | 22. Jul. 1506 | 17. Dez. 1505 | Alexander VI. | Kreiert am 31. Mai 1503 in pectore, veröffentlicht am 2. Jun. 1503 mit der Titeldiakonie pro illa vice Santa Sabina Ab 1503 Erzbischof von Trani                                                                                      |
| Pérault, Raimond OESA                          | Italien     | 28. Mai 1435   | 5. Sep. 1505  | 29. Apr. 1499 | Alexander VI. | Kardinalpriester pro illa vice Kreiert bereits am 20. Sep. 1493 mit der Titeldiakonie Santa Maria in Cosmedin Bischof emeritus von Gurk                                                                                               |
| Borgia, Cesare                                 | Italien     | 13. Sept. 1475 | 12. Mär. 1507 | 22. Okt. 1493 | Alexander VI. | Kreiert am 20. Sep. 1493 ohne Priester- und Bischofsweihe 1498 Rücktritt vom Kardinalat |
| Orsini, Giovanni Battista                      | Italien     | 1450           | 22. Feb. 1503 | 23. Mär. 1489 | Sixtus IV.    | Kreiert am 15. Nov. 1483 mit der Titeldiakonie Santa Maria in Domnica Ab 27. Feb. 1493 Kardinalpriester von Santi Giovanni e Paolo, Priesterweihe am 12. Mär. 1493                                                                    |
| Gonzaga der Ältere, Francesco                  | Italien     | 1444           | 22. Okt. 1483 | 18. Dez. 1461 | Pius II.      | Geburtsdatum unklar Laie, kreiert ohne Priester- bzw. Bischofsweihe |
| vakant 1451–1461                               |             |                |               |               |               | |
| Barbo, Pietro                                  | Italien     | 23. Feb. 1417  | 26. Jul. 1471 | 1. Jul. 1440  | Eugen IV.     | Ab 16. Jun. 1451 Kardinalpriester von San Marco Am 30. Aug. 1464 Wahl zum Papst Paul II. |
| vakant 1431–1440                               |             |                |               |               |               | |
|                                                |             |                |               |               |               | Vor 1431 ist die Besetzung wegen des Abendländischen Schismas unklar |